# Dendrobium chrysocrepis
Dendrobium chrysocrepis là một loài thực vật có hoa trong họ Lan. Loài này được E.C.Parish & Rchb.f. ex Hook.f. mô tả khoa học đầu tiên năm 1872.